# CC Club kochender Männer

Brustwappen der im CC organisierten Kochbrüder

Der CC – Club kochender Männer in der Bruderschaft Marmite e.V. (CC-Club) ist eine Vereinigung von Hobbyköchen in Deutschland.
Der CC-Club verfolgt das Ziel, die Kochkunst und Esskultur sowie gute Tischsitten zu verbreiten und die Liebe zur Kunst des Kochens zu wecken. Die Organisationsform des Clubs ist die einer Bruderschaft. Das Emblem des Clubs sind zwei blaue C und ein roter stilisierter Hummer auf goldfarbenem Grund.

## Gründung und Entwicklung
Die Idee eines Clubs, der sich dem Kochen und der Tafelfreuden widmet, stammt aus der Schweiz. 1960 haben diese Idee in Oppenheim am Rhein zur Gründung des CC – Club kochender Männer in der Bruderschaft Marmite e.V. geführt.
Der CC-Club ist Mitglied der Confrérie Culinaire Internationale de la Marmite, von der auch der erste Namensteil stammt. Die Confrérie de la Marmite ist eine internationale Vereinigung von Hobbyköchen, zu der auch Mitglieder aus der Schweiz, Belgien, Österreich, Schweden und den Niederlanden gehören.
Die Bruderschaft kennt weder politische, ethnische, nationale, konfessionelle oder standesgemäße Vorbehalte noch besteht die Absicht, mit den Aktivitäten der Bruderschaft Gewinne zu erzielen.

## Organisation
Im Januar 2012 sind in 103 Orten der Bundesrepublik 1255 Männer in 117 kleinen Gruppen organisiert. Im Hinblick auf den Schweizer Ursprung nennen sich diese örtlichen Vereinigungen bis heute Chuchi (schweizerdeutsch: Chuchi = Küche). Jede Chuchi wählt aus ihren Reihen einen der Brüder zum Chuchileiter.
Das Gebiet der Bundesrepublik ist regional in Ordensprovinzen unterteilt. Zu diesen sind die einzelnen Chuchis zusammengefasst und werden von einem Landeskanzler, den sie aus ihren Reihen wählen, betreut.
Alle zwei Jahre wird eine Generalversammlung, der Großrat, einberufen. Hier treffen sich die Chuchi-Leiter, um aus eigenen Reihen die sieben Mitglieder des Bundesvorstandes, das Kapitel, zu wählen, in dessen Händen die Leitung der Bruderschaft liegt. Das sind:
| Name              | Funktion                       |
| ----------------- | ------------------------------ |
| Großkanzler       | Vorsitzender (Präsident)       |
| Vize-Großkanzler  | Stellvertretender Vorsitzender |
| Großprotokollar   | Schriftführer                  |
| Großalmosenier    | Schatzmeister                  |
| Majordomus        | Hausmeister                    |
| Großlöffelmeister | Zeremonien-Meister             |

Entsprechend ihren Aufgaben im Club tragen die Mitglieder farbige Bänder. Alle Amtsträger, die gewählt werden, tragen ein Brustgeschirr (ein breites, um den Hals und auf der Brust getragenes, mit einem roten Hummer geschmücktes Ordensband).
Die Mitglieder des Kapitels tragen ein rotes, die des Großkapitels ein goldenes Brustgeschirr, die Landeskanzler ein rot-weiß-rotes und die Chuchileiter ein grünes.
Zur Kontaktpflege der Kochbrüder auf Bundesebene dienen das Großmarmitage und das Kochen im Grünen.

Hummer am blauen Band eines Chef de Chuchi

## Die Ränge
Als Anerkennung für erbrachte Kochleistungen werden im CC-Club Bruderschaftsränge vergeben. Durch ein selbst zubereitetes Menü muss der Prüfling seine Eignung für den jeweiligen Rang vor einer Jury aus anderen Kochbrüdern demonstrieren.
Alle so erworbenen Ränge werden durch den roten Hummer, der an einem schmalen Halsband unterschiedlicher Farbe getragen wird, erkennbar.
- Apprenti

Nach bestandener Aufnahmeprüfung darf das Emblem der Bruderschaft auf der Kochjacke getragen werden.
- Chef de Chuchi (CdC)

Nach bestandener Prüfung, die die Gestaltung eines Menüs und die Zubereitung von zwei Gängen umfasst, darf der Rote Hummer am blauen Band getragen werden.
- Maître de Chuchi (MdC)

Nach bestandener Prüfung, die wie die Prüfung zum Chef de Chuchi die Gestaltung eines Menüs und zusätzlich die Zubereitung von drei Gängen und die Auswahl der passenden Weinbegleitung umfasst, darf der Rote Hummer am gelben Band getragen werden.
- Grand-Maître de Chuchi (GMdC)

Wer den höchsten Rang der Bruderschaft erkocht hat, dem wird nach bestandener Prüfung, die die alleinige Konzeption und Zubereitung eines Menüs mit mindestens sieben Gängen umfasst, der Rote Hummer am grünen Band verliehen.